# Alessandro Mancini (político)
Alessandro Mancini (Ciudad de San Marino, 4 de octubre de 1975) es un político sanmarinés, que se desempeñó como Capitán Regente de San Marino durante el período de seis meses del 1 de abril al 1 de octubre de 2007, junto con Alessandro Rossi. Desde el 1 de abril hasta el 1 de octubre de 2020 desempeñó nuevamente este cargo en compañía de Grazia Zafferani.
Mancini es miembro del Partido Socialista.

## Biografía
Mancini se unió al Partido Socialista Sanmarinense en 1992 y fue miembro de la junta desde 1997 y de la secretaría del partido desde 2003. En 2005, el PSS se fusionó con el Partido de los Demócratas para formar el Partido de los Socialistas y Demócratas. En 1998 y 2001 Mancini participó en las elecciones parlamentarias en la lista del PSS, pero no pudo ingresar al parlamento. En 2006 fue elegido por el PSD al Consejo Grande y General de San Marino, el Parlamento de San Marino. Fue miembro del Comité de Asuntos Exteriores y Finanzas. En 2008 fue elegido nuevamente al parlamento por el PSD. Fue miembro del Consiglio dei XII y de la Comisión de Asuntos Exteriores. Mancini dejó el PSD en 2009 y, junto con otros siete miembros del parlamento, fue uno de los fundadores del Partido Socialista Reformista Sanmarinense. Se convirtió en miembro de la secretaría del partido. En mayo de 2012, el PSRS se unió con el Nuevo Partido Socialista en el Partido Socialista (PS), perteneciendo Mancini al ejecutivo del nuevo partido. En las elecciones generales de 2012, Mancini fue elegido al parlamento en la lista del PS. Fue nuevamente miembro del Consiglio dei XII y de la Comisión de Asuntos Exteriores. En las elecciones parlamentarias de 2016, regresó al parlamento en la lista del Paritido Socialista. Es nuevamente miembro del Consiglio dei XII y se convirtió en líder del grupo parlamentario del PS. Tras las elecciones parlamentarias de 2019, pasó a formar parte de la Comisión Urbanística.
De abril a octubre de 2007, Mancini fue Capitán regente de San Marino junto con Alessandro Rossi. En abril de 2020 asumió nuevamente el cargo junto a Grazia Zafferani hasta octubre del mismo año.
Mancini es un profesional independiente, vive en Falciano, está casado y tiene una hija.